# Westenbrügge
Westenbrügge ist ein mindestens 800 Jahre altes Gutsdorf zwischen Kröpelin und Neubukow in Mecklenburg. Es wurde am 13. Juni 2004 nach Biendorf eingemeindet und gehört zum Landkreis Rostock in Mecklenburg-Vorpommern.

## Geschichte

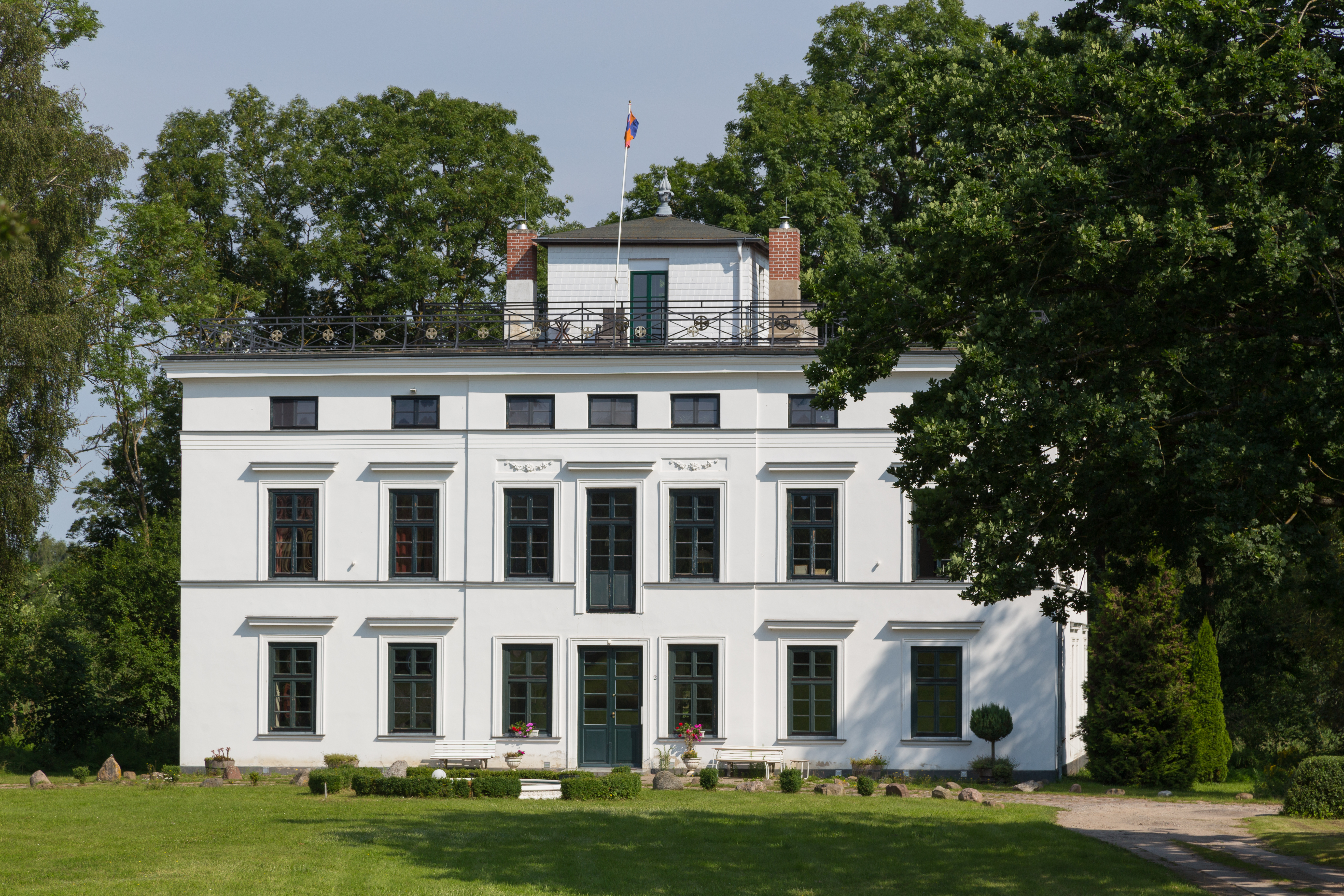
Das ehemalige Gutshaus im Jahr 2020.

Das Dorf wurde während der Ostsiedlung gegründet, nach dem Niedergang des nahen Klosters Parchow im Slawenaufstand. Erstmals wurde Westenbrügge 1318 urkundlich erwähnt. Seinen Namen bekam das Dorf von einer Brücke über den Hellbach, über die zur Zeit der Hanse und noch bis zum Bau der B 105 im Jahr 1836 der wichtigste Landhandelsweg von Rostock nach Wismar verlief.
Das Gut war im Besitz der Familie von Bibow, die auch eine eigene genealogische Linie entwickelte und Spuren im Ort hinterließ. Um 1459 belehnte Herzog Heinrich IV. von Mecklenburg den Hardenack sen. von Bibow und dessen Erben mit dem Kirchenpatronat von Westenbrügge. In der Folge verliehen 1519 die mecklenburgischen Herzöge Heinrich V. und Albrecht dem jüngeren Hardenack von Bibow, der galt als stark verschuldet, und dessen männlichen Erben erneut das Kirchlehn zu Westenbrügge. Etwa bis 1690 stellen sie nach wie vor die Grundherren auf dem Gut es Ortes. Durch Heirat waren die Bibow mit vielen anderen namhaften mecklenburgischen Adelsgeschlechtern liiert, konnten aber Westenbrügge nur einige Generationen halten. Ein Hans von Bibow auf Westenbrügge wird 1472 im Kontext mit der Leihe von 100 Lübecker Mark noch in der alten Sprachform als Knappe bezeichnet, während die Nachfahren oft die Titulatur Ritter trugen.
Das klassizistische Gutshaus von 1840 (auf dem Grundriss eines Vorgängerbaus von 1699 und einer früheren Wasserburg) befand sich um 1840 bis 1945 im Besitz der Familie von Müller-Rankendorf. Diese briefadelige Familie stammte ursächlich aus dem Anhaltinischen, dann Bürgermeister in Lüneburg und wurde 1801 in den Reichsadelsstand erhoben. Nobilitiert wurde der Grundbesitzer Johann Andreas Müller auf Rankendorf, Uhlenbrook und Westenbrügge. Ludwig von Müller (1799–1857), verheiratet mit Hedwig von Prollius, auf Westenbrügge, war Major in Diensten von Hannover. Ihr Sohn Max von Müller und Familie wählten dann Westenbrügge zum Hauptwohnsitz. In der Titulatur wählte die Familie die Form der Verbindung mit Nachname und Gutsbesitz als von Müller-Westenbrügge. Letzter Gutsherr wurde dann der Nachfahre Wolfgang von Müller (1879–1959) mit Ehefrau Ilse von Plessen-Körchow. Sie lebten nach der Bodenreform im Rheinland.
Zum Gutsbereich gehörten Anfang des 20. Jahrhunderts einst Westenbrügge und Uhlenbrook, mit Schwerpunkt der intensiven Viehwirtschaft, 200 Schafe und 144 Stück Rindvieh. Die Fläche des Allodgutes umfasste gesamt 740 ha.
Am 1. Juli 1950 wurde die bisher eigenständige Gemeinde Parchow eingegliedert.

## Kultur und Sehenswürdigkeiten

### Bauwerke

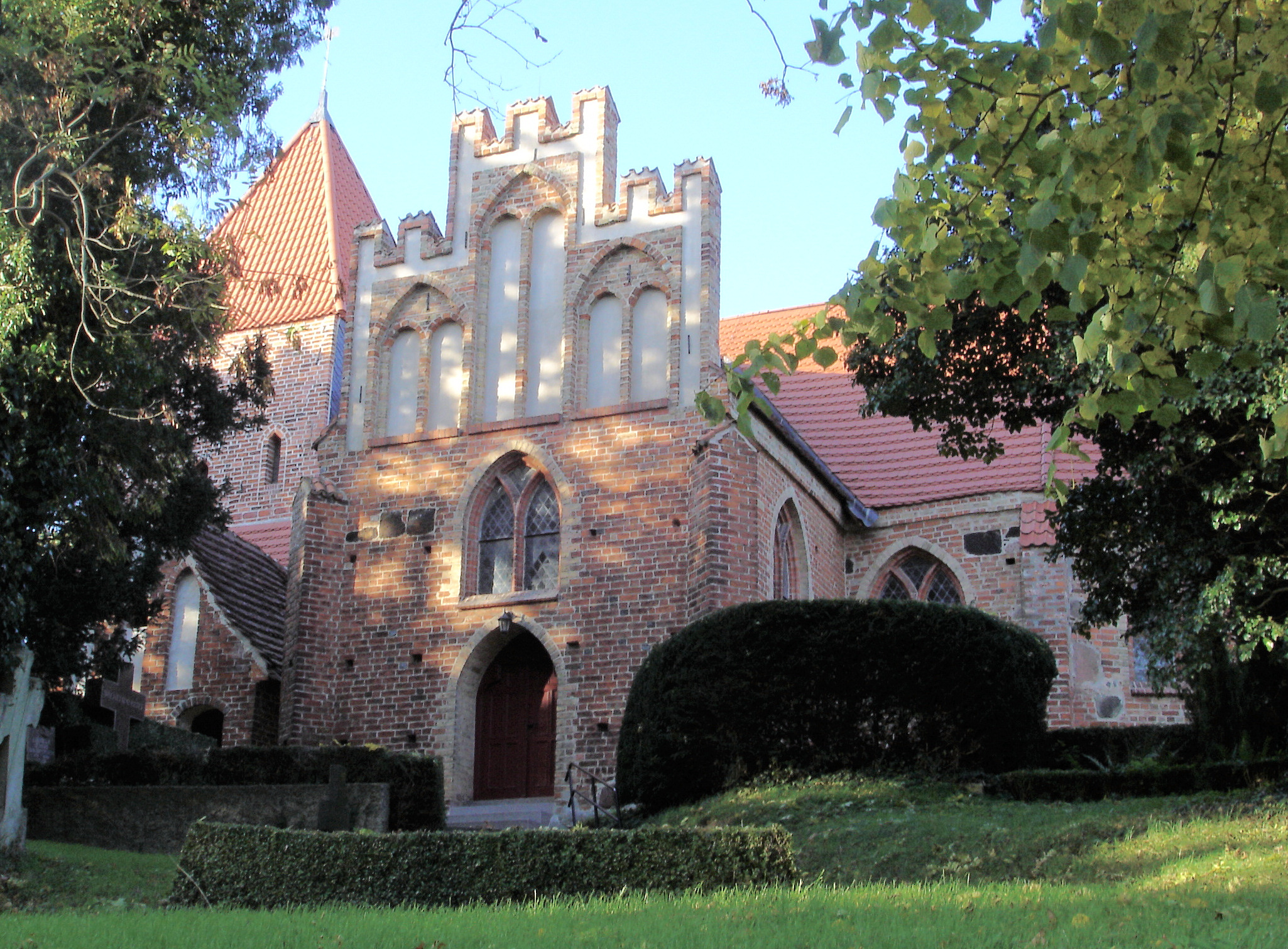
Dorfkirche in Westenbrügge

- Die spätgotische Kirche Westenbrügge aus Backstein mit Kreuzschiff hat ein dreijochiges, kreuzrippengewölbtes Langhaus und einen Chor mit dreiseitigem Chorschluss sowie zwei bauhistorisch wertvolle Mausoleen.
- Das Lindenkreuz aus zwei sich kreuzenden Alleen mit 150 Jahre alten Linden.
- Im wiederhergestellten klassizistischen Herrenhaus befinden sich heute Mietwohnungen.

### Regelmäßige Veranstaltungen
Seit September 2013 wird auf der Wiese vor dem Westenbrügger Gemeindehaus jährlich zum Sommerausklang ein „Wiesnfest“ gefeiert. Initiiert wurde das Fest vom Hexen-Club und den Kameraden der Freiwilligen Feuerwehr.

## Anbindung
Verkehrsanbindung besteht heute durch den Bahnhof Sandhagen direkt vor dem Ort und die B 105 in weniger als einem Kilometer Entfernung.
Die Ostsee-Strände von Rerik oder Kühlungsborn, Bad Doberan oder die Bundesautobahn 20 sind jeweils 15 Autominuten vom Ort entfernt.

## Persönlichkeiten
- Otto Westphal-Rudolstadt

(deutscher Maler und Graphiker)
02.06.1902 in Westenbrügge geboren,
seit 12.01.45 vermisst in Polen
.
- Ulrich von Bassewitz, Offizier, 1787 in Westenbrügge geboren, Ehrenbürger der Stadt Wismar
- Max von Prollius, mecklenburgischer Staatsminister, wurde 1826 in Westenbrügge geboren.